# Majestic Tournament 1975
Il Majestic Tournament 1975 è stato un torneo di tennis giocato sul cemento indoor. È stata la 4ª edizione del torneo, che fa parte del Women's International Grand Prix 1975. Si è giocato a Denver negli USA dal 22 al 28 settembre 1975.

## Campionesse

### Singolare
Martina Navrátilová ha battuto in finale  Carrie Meyer con il punteggio di 4–6, 6–4, 6–3

### Doppio
Françoise Dürr /  Betty Stöve hanno battuto in finale  Rosemary Casals /  Martina Navrátilová con il punteggio di 3–6, 6–1, 7–6